# Andrea Lundgren
Andrea Lundgren, född 1986 i Boden i Norrbotten, är en svensk författare, litteraturkritiker och översättare.  
Hon debuterade 2010 med romanen I tunga vintrars mage som fyra år senare följdes av romanen Glupahungern. 2018 kom hennes första novellsamling, Nordisk Fauna som belönades med Tidningen Vi:s litteraturpris samt Samfundet de Nios vinterpris. 2018 dramatiserades Lundgrens roman Glupahungern och hade premiär på Västerbottensteatern. Föreställningen gavs sedan på olika scener runt om i landet. Samma år som hennes senaste roman Den underjordiska solen gavs ut tilldelades Lundgren 2022 års Mare Kandre-pris för ”romaner och noveller som samtidigt är breda och excentriskt egensinniga”.
Hon har blivit översatt till tjeckiska, polska, engelska och holländska.  
Lundgren har även översatt den danska författaren Rasmus Daugbjergs böcker till svenska.

## Översättningar
- 2023 – Troll av Rasmus Daugbjerg
- 2024 – Ryktet av Rasmus Daugbjerg

## Priser och utmärkelser
- 2015 – Nominerad till Sveriges Radios Novellpris
- 2018 – Nominerad till VK:s kulturpris
- 2018 – Nominerad till Svenska Dagbladets litteraturpris
- 2018 – Tidningen Vi:s litteraturpris
- 2018 – Stipendium ur Stina och Erik Lundbergs stiftelse
- 2018 – Natur & Kulturs särskilda stipendium
- 2019 – Nominerad till Norrlands litteraturpris
- 2019 – Samfundet De Nios vinterpris
- 2022 – Mare Kandre-priset
- 2022 – Albert Bonniers stipendiefond